# سيليكس جاليليو (السعودية)
شركة سيليكس جاليليو أو سيليكس إي أس (بالإنجليزية: SELEX Galileo)‏، أسست سنة 2010م، تقع في مدينة الرياض بالمملكة العربية السعودية ، وبالتحديد في حي العليا، وهي فرع لشركة سيليكس جاليليو البريطانية الإيطالية المشتركة.

## أهداف الشركة
تهدف شركة سيليكس إس اس بأعمال الخدمات الدعم والمساندة للأنظمة الدفاعية الإلكترونية والخاصة بالمهمات الحرجة، ولها أعمال كالتصاميم والتطوير والإنتاج الحربي، وكما تتوفر هذه الشركة عدة قدرات بالساحة المعركة، وذلك للبحث في الحلول لأعمال المراقبة والتدريب والمحاكاة والخدمات للعملاء في القطاع العسكري والقطاع المدني.
ولدى سيليكس جاليليو استعدادا كبيرا لخدمة صناعة الدفاع السعودي، وعملت الشركة مع الحكومة السعودية منذ ثلاثون عاما لتقديم الدعم التكنلوجيا المبتكرة وتصنف الشركة في المستوى الأول بالنسبة للموردين في البلاد، ولها علاقات قوية مع وزارة الدفاع.